# Hypena ochreavirgata
Hypena ochreavirgata là một loài bướm đêm trong họ Erebidae.